# Mumpf
Mumpf (toponimo tedesco; fino al 1803 Nieder-Mumpf) è un comune svizzero di 1 431 abitanti del Canton Argovia, nel distretto di Rheinfelden.

## Monumenti e luoghi d'interesse

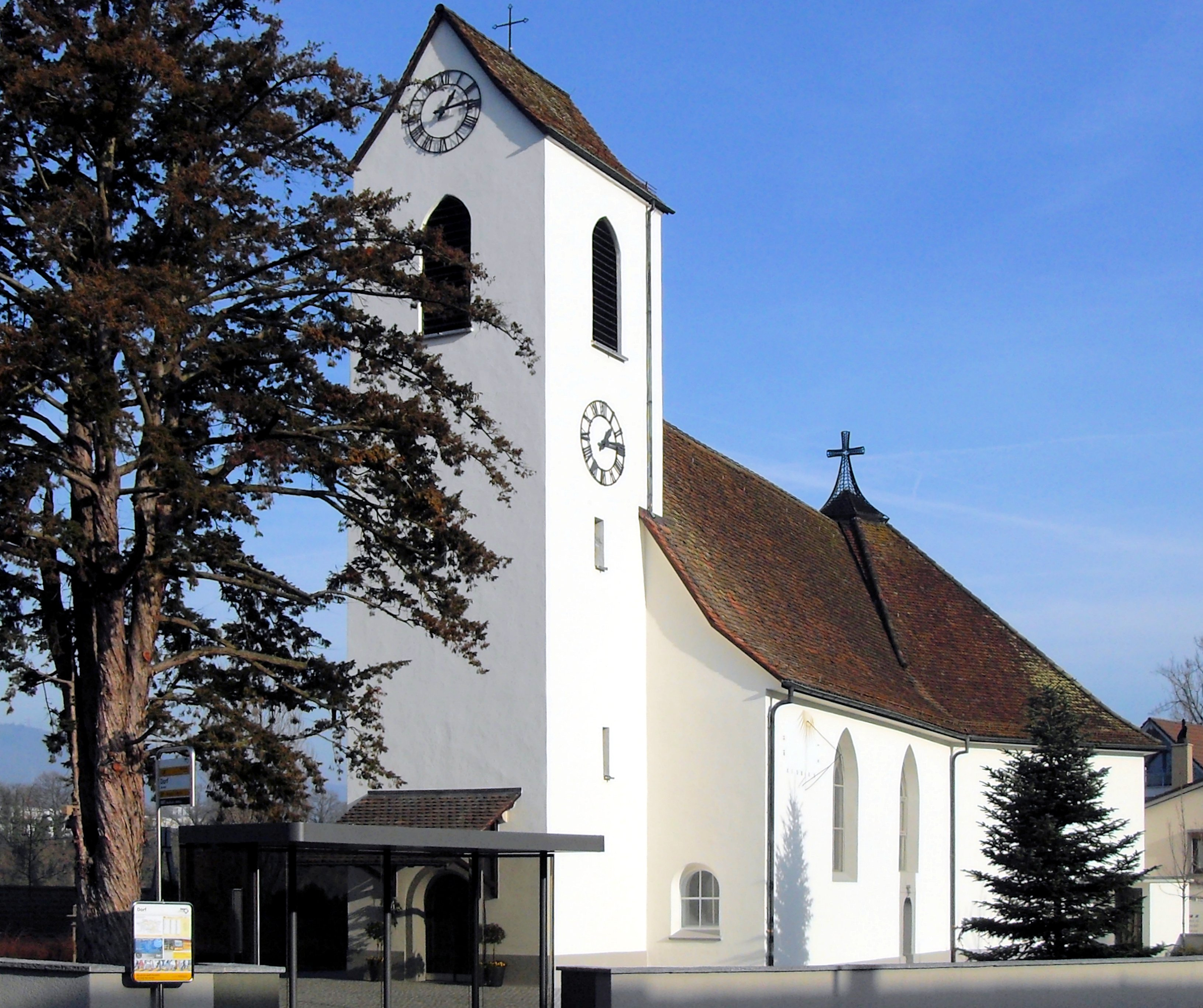
La chiesa cattolica di San Martino

- Chiesa cattolica di San Martino, attestata dal 1441 e ricostruita nel 1541 e nel 1741[1].

## Società

### Evoluzione demografica
L'evoluzione demografica è riportata nella seguente tabella:
Abitanti censiti

## Infrastrutture e trasporti

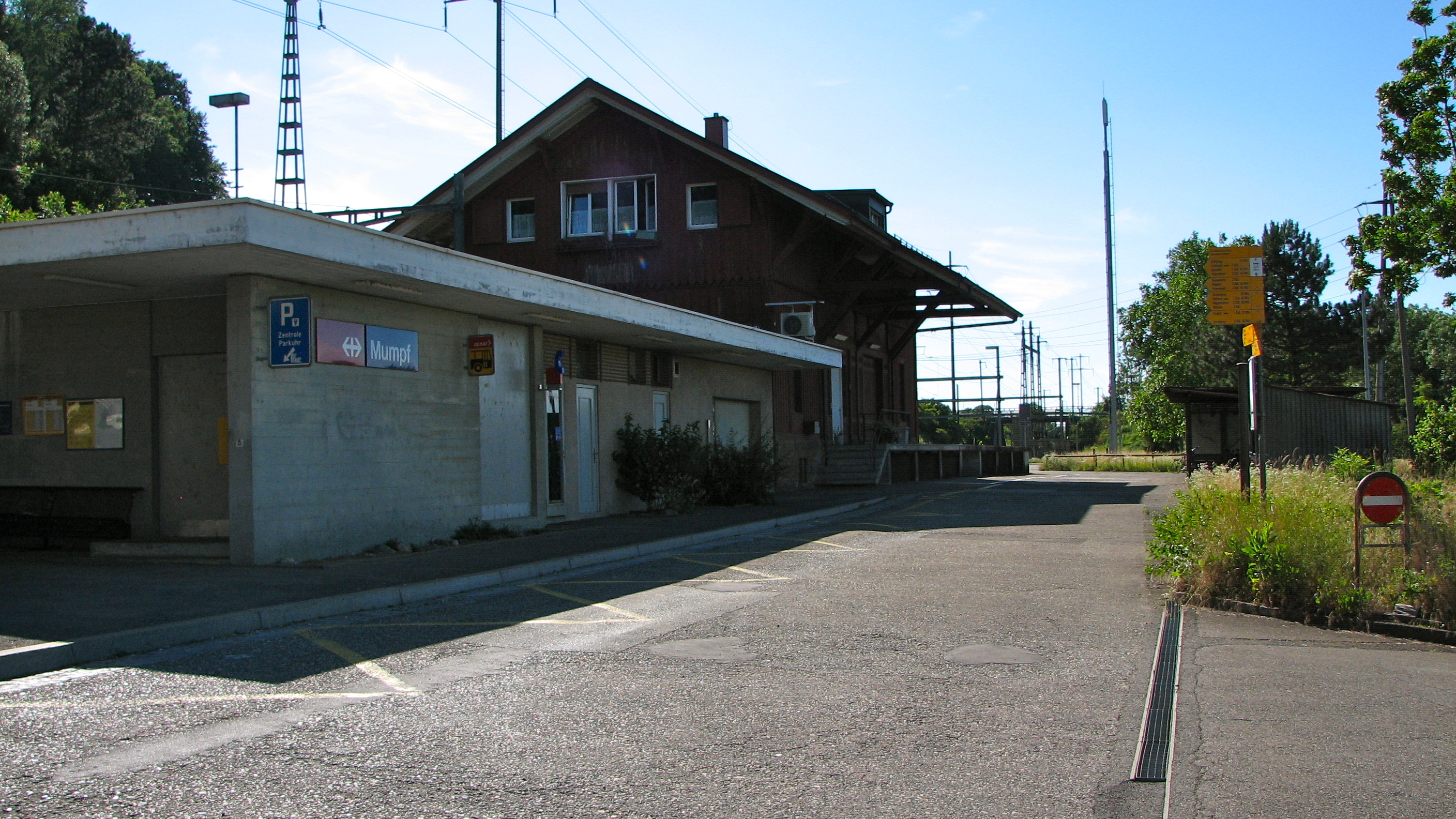
La stazione di Mumpf

Mumpf è servito dall'omonima stazione sulla ferrovia Bözbergbahn (linea S1 della rete celere di Basilea).

## Amministrazione
Ogni famiglia originaria del luogo fa parte del cosiddetto comune patriziale e ha la responsabilità della manutenzione di ogni bene ricadente all'interno dei confini del comune.